# GS (기업)
GS(GS Corp.)는 대한민국의 에너지·유통 중심의 서비스 부문 지주회사다.

## 역사
2004년 7월 1일부터 GS홀딩스로 설립하면서 2009년 3월 20일부터 사명을 GS홀딩스에서 GS로 변경하였다.

## 같이 보기
- GS그룹